# Funkcja poetycka języka
Funkcja poetycka (estetyczna, kreatywna) – funkcja wypowiedzi skierowana na samą formę przekazu, czyli sposób organizacji komunikatu. Jest charakterystyczna dla stylu artystycznego. Funkcja poetycka ma charakter metafunkcji; może realizować inne funkcje językowe (np. ekspresywną lub impresywną), przy czym podkreślana jest wówczas forma wypowiedzi.
Funkcja poetycka dochodzi do głosu w każdym momencie, w którym wypowiedź odbiega od neutralnego toku. Tekst, w którym funkcja poetycka jest nadrzędna w stosunku do innych może obfitować w środki stylistyczne (np. metafory, inwersje, neologizmy), może mieć specyficzny układ rytmiczny. Funkcja poetycka tekstu nie ogranicza się jednak tylko do poezji. Z funkcją tą można spotkać się w przemówieniach, prozie, w różnego typu żartach, przysłowiach itp. Przejawia się często w rozmowach potocznych, korespondencji, żargonach zawodowych, uczniowskich, a więc wszędzie tam, gdzie dąży się do odświeżenia języka, przełamania szablonu.